# Zdeněk Kos
Zdeněk Kos (* 23. Juni 1951 in Přerov) ist ein ehemaliger tschechoslowakischer Basketballspieler. 1996 wurde er österreichischer Staatsbürger.

## Laufbahn
Kos spielte in seinem Heimatland von 1964 bis 1969 bei Slovan Orbis Prag, in der Saison 1969/70 bei Slavia Prag und von 1970 bis 1982 bei Dukla Olmütz. 1970 wurde er mit Slavia Prag und 1973 sowie 1975 mit Dukla Olmütz Meister der Tschechoslowakei.
Er nahm mit der Nationalmannschaft der Tschechoslowakei an 345 Länderspielen teil, spielte bei Olympia 1972, 1976 und 1980, den Weltmeisterschaften 1974, 1978 und 1982 sowie bei den Europameisterschaften 1971, 1973, 1975, 1977, 1979 und 1981. Kos gewann 1977 und 1981 jeweils EM-Bronze, seinen höchsten Punktwerte bei einer Europameisterschaft erreichte er 1977 und 1979 mit jeweils 12,6 pro Turnierspiel. Bei der Weltmeisterschaft 1978 kam der 2,07 Meter große Innenspieler auf 15,1 Punkte je Begegnung und verbuchte damit seinen Bestwert bei einer großen internationalen Veranstaltung.
1982 wechselte Kos zum BK Klosterneuburg in die österreichische Bundesliga, in die tschechoslowakische Nationalmannschaft wurde er als „Legionär“ im Ausland nicht mehr berufen. Er spielte bis 1985 für die Niederösterreicher, gewann mit der Mannschaft 1983, 1984 und 1985 die österreichische Meisterschaft. Die Wiener Zeitung bezeichnete ihn 2001 als den vielleicht besten Ausländer, „der jemals in Österreich Körbe warf“. 1984 und 1985 war Kos neben seiner Spielertätigkeit auch im Klosterneuburger Jugendbereich als Trainer beschäftigt, sprang zeitweise zusätzlich bei der Herrenmannschaft als Trainer ein.
1985 ging Kos vorerst nach Olmütz zurück und leitete dort die Nachwuchsarbeit, ehe er 1989 wieder nach Österreich kam und mit Ende 30 als Spielertrainer in Innsbruck 1989/90 noch eine Saison in der Bundesliga verbrachte. Er wurde mit seiner Familie in Österreich sesshaft und arbeitete als Basketball-Trainer. Von 1990 bis 1997 war Kos wieder Trainer in der Klosterneuburger Jugendarbeit, von 1990 bis 1993 gleichzeitig Trainer von Österreichs Nationalmannschaft und von 1995 bis 1997 zusätzlich der Klosterneuburger Damen. In der Saison 1997/98 betreute Kos die Herrenmannschaft von UKJ Mistelbach, 1999 und 2000 leitete er die U20-Nationalmannschaft Österreichs an. Ab 2001 war Kos am Basketball-Leistungszentrum an der Schule in der Wiener Maroltingergasse beschäftigt und blieb bis 2008 im Amt. Von 2006 bis 2008 war er des Weiteren Trainer der Flying Foxes Wien und führte diese 2007 sowie 2008 zum Gewinn der Meisterschaft in der Damen-Bundesliga.
Im Altherrenalter nahm Kos mit Tschechiens Auswahl an der Senioren-Weltmeisterschaft 2009 teil. Sein ebenfalls den Namen Zdeněk Kos tragender Sohn spielte in der Bundesliga, auch seine Tochter war Basketballerin.